# اختبار القيادة

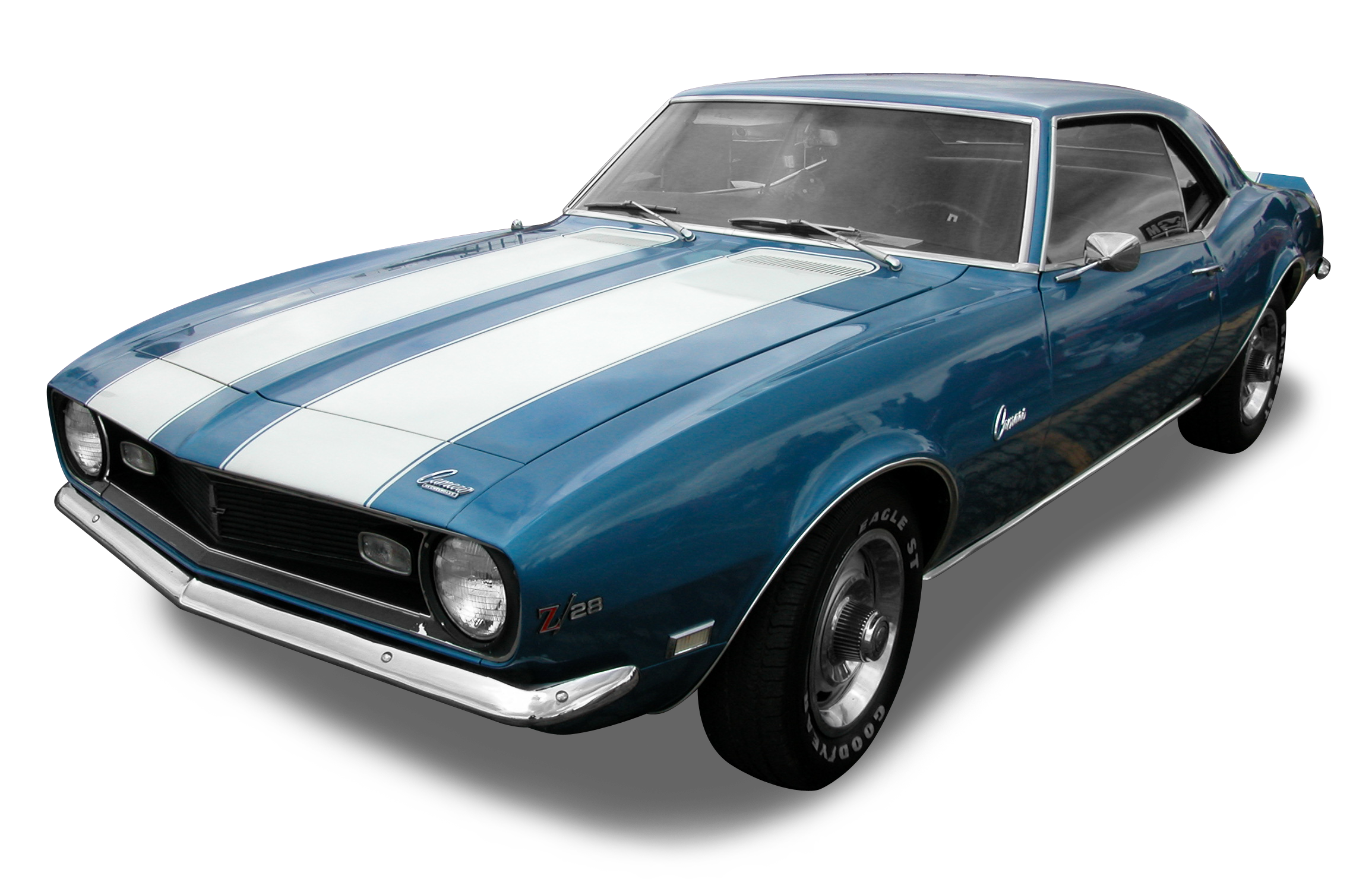
نموذج سيارة شيفرليه كامارو موديل 68

اختبار القيادة (بالإنجليزية: Tset Drive)‏، هي مصطلح خاص المتعلقة بأنظمة المرور، والتي يقيم الشخص لقيادة السيارات من ناحية الاختبار وحالة التشغيل وكيفية الوقوف في الصف، بالإضافة إلى تعريف السائق عن كيفية التعامل مع بطارية السيارة وفي حال تعطل السيارة والتقييم، وكذلك الأمر ينطبق على سائقي السيارات الرياضية.